# Châteauvillain

Huy hiệu

Châteauvillain  là một xã thuộc tỉnh Haute-Marne trong vùng Grand Est đông bắc nước Pháp. Xã này nằm ở khu vực có độ cao trung bình 235 mét trên mực nước biển.
Sông Aujon chảy theo hướng tây bắc qua phía tây thị trấn.